# خوسيه دوران
خوسيه دوران (بالإسبانية: José Durán)‏ هو سباح إسباني، ولد في 8 يوليو 1951.